# Gita
Gita (bulgariska: Гита) är ett distrikt i Bulgarien.   Det ligger i kommunen Obsjtina Tjirpan och regionen Stara Zagora, i den centrala delen av landet, 180 km öster om huvudstaden Sofia.
Trakten runt Gita består till största delen av jordbruksmark. Runt Gita är det ganska tätbefolkat, med 78 invånare per kvadratkilometer.